# 허명훈
허명훈(許命勳, 1877년 11월 14일 ~ ?)은 일제강점기의 관료로, 본적은 함경북도 성진군 학동면이다.

## 생애
1885년 4월 1일부터 1900년 12월 20일까지 한문사숙에서 사서삼경 등을 배웠으며, 1908년 1월 1일 함경북도 성진군 사립 중화중학교(中化中學校) 사범과에 입학했다. 1909년 2월 사립 중화중학교 토지측량 속성과를 졸업했고, 1909년 5월 5일에는 사립 중화중학교 사범과를 졸업했다. 1909년 5월 사립 중화중학교 교사로 임명된 뒤부터 회계와 서기를 겸임했으며, 1910년 8월 3일 함경북도가 개최한 공립 성진보통학교 교원강습회를 수료했다.
1911년 3월 사립 중화중학교 교사를 사직했고, 같은 해 5월 10일 동양척식주식회사가 주최한 내지시찰단에 참여하여 일본 현지를 시찰했다. 1912년 4월 22일부터 1920년 9월 30일까지 함경북도 성진군 참사(參事)를 역임했으며, 1912년 5월 성진군권업회(城津郡勸業會) 임시서기로 선임되었다. 1915년 8월 1일 일본적십자사 성진위원부 위원과 애국부인회 성진위원부 위원으로 위촉되었고, 1918년 12월 성진군권업회 대의원, 1919년 1월 20일 함경북도 임명(臨溟)금융조합 감사로 각각 선출되었다.
1919년 4월 24일 함경북도 내에서 일어난 3·1 운동을 진정시키기 위한 임시사무로 임명되었으며, 같은 해 8월 22일에 열린 조선총독부 중추원의 시정 개선(施政 改善) 및 시국에 관한 자문회에서 함경북도 민간 대표자로 추천되어 참석했다. 1919년 9월 사이토 마코토 조선총독의 각 도 대표 소집에 응하여 조선총독부가 주최한 시국강연에서 함경북도 대표로 참여했고, 같은 해 10월 13일 함경북도 임시지방사무로 위촉되었다. 1919년 11월 15일 함경북도 성진군과 길주군, 명주군에서 조선총독부 시정 개선의 취지를 선전했으며, 1920년 9월 25일 함경북도 역둔토(驛屯土)평가위원으로 임명되었다.
1921년 4월 28일부터 1924년 4월 26일까지 조선총독부 중추원 참의를 역임했으며, 1924년 4월 정7위에 서위되었다. 1925년부터 1932년까지 함경북도 성진군 학동면장을 역임했고, 1928년 11월 16일 일본 정부로부터 쇼와대례기념장을 받았다.
친일파 708인 명단의 중추원 부문, 민족문제연구소의 친일인명사전 수록자 명단의 중추원 부문에 포함되었다.

## 참고자료
- 국사편찬위원회 중추원조사자료: 허명훈(許命勳)
- 민족문제연구소 (2009). 〈허명훈〉. 《친일인명사전 3 (ㅇ ~ ㅎ)》. 서울. 903쪽.